# Kleinenberg (Solingen)
Kleinenberg ist ein aus einer Hofschaft hervorgegangener Wohnplatz in der bergischen Großstadt Solingen.

## Geographie
Kleinenberg liegt an einem südlichen Talhang des Lochbachtals im Solinger Stadtteil Mitte nahe der Grenze zu Wald. Der Ort befindet sich zwischen dem Dültgenstal im Norden und der Zeppelinstraße im Süden an der nach dem Ort benannten Kleinenberger Straße sowie der kleinen Stichstraße mit dem Namen des Ortes. Im Dültgenstal befindet sich auch das Ufer des Lochbachs, der in Ost-West-Richtung verläuft und nordwestlich von Kleinenberg an der Scheider Mühle vorbeifließt. Westlich von Kleinenberg liegt Büschberg, südlich auf der Kuppe des Höhenrückens zwischen Loch- und Viehbach an der Beethovenstraße liegt Dingshaus. Im Osten liegt die Hofschaft Lehn.

## Etymologie
Der Ortsname bezeichnet möglicherweise tatsächlich den kleinen Berg vom Lochbachtal hoch, an dem der einstige Hof entstanden ist. Früher lautete der Name der Hofschaft Am Kleinenberg.

## Geschichte
Kleinenberg ist seit dem 16. Jahrhundert nachgewiesen. In den Taufbüchern der evangelischen Gemeinde Wald wurde im Jahre 1650 ein Johann Broch am Kleinenberg erwähnt. Im Jahre 1715 in der Karte Topographia Ducatus Montani, Blatt Amt Solingen, von Erich Philipp Ploennies ist der Ort mit einer Hofstelle verzeichnet und als Kl. Berg benannt. Der Ort gehörte zur Honschaft Scheid innerhalb des Amtes Solingen. Die Topographische Aufnahme der Rheinlande von 1824 verzeichnet den Ort als Kleineberg und die Preußische Uraufnahme von 1844 als Kleinenberg. In der Topographischen Karte des Regierungsbezirks Düsseldorf von 1871 ist der Hof ebenfalls als Kleinenberg verzeichnet.
Nach Gründung der Mairien und späteren Bürgermeistereien Anfang des 19. Jahrhunderts gehörte der Ort zur Bürgermeisterei Wald. 1815/16 lebten 46, im Jahr 1830 51 Menschen im Weiler Kleinenberg. 1832 war der Ort Teil der Zweiten Dorfhonschaft innerhalb der Bürgermeisterei Wald, dort lag er in der Flur III. (Scheid). Der nach der Statistik und Topographie des Regierungsbezirks Düsseldorf als Hofstadt kategorisierte Ort besaß zu dieser Zeit neun Wohnhäuser und neun landwirtschaftliche Gebäude. Zu dieser Zeit lebten 52 Einwohner im Ort, davon sechs katholischen und 42 evangelischen Bekenntnisses. Die Gemeinde- und Gutbezirksstatistik der Rheinprovinz führt den Ort 1871 mit 13 Wohnhäusern und 92 Einwohnern auf. Im Gemeindelexikon für die Provinz Rheinland von 1888 werden für Kleinenberg 14 Wohnhäuser mit 93 Einwohnern angegeben. 1895 besitzt der Ortsteil 14 Wohnhäuser mit 91 Einwohnern, 1905 werden neun Wohnhäuser und 62 Einwohner angegeben.

Mit der Städtevereinigung zu Groß-Solingen im Jahre 1929 wurde Kleinenberg ein Ortsteil Solingens. Nach heutigen Stadtbezirksgrenzen gehört Kleinenberg zu Solingen-Mitte.

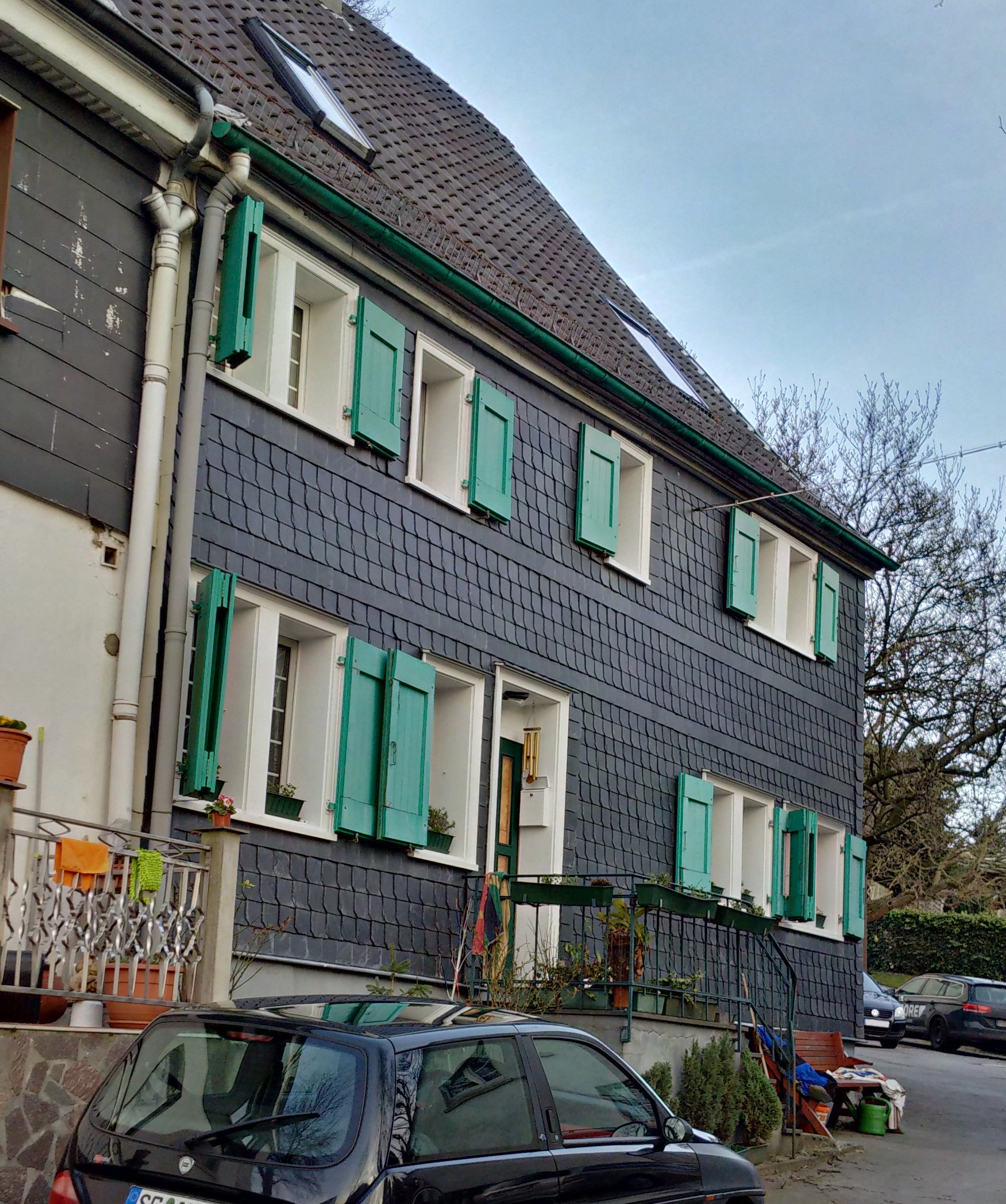
Verschiefertes Fachwerkhaus in Kleinenberg
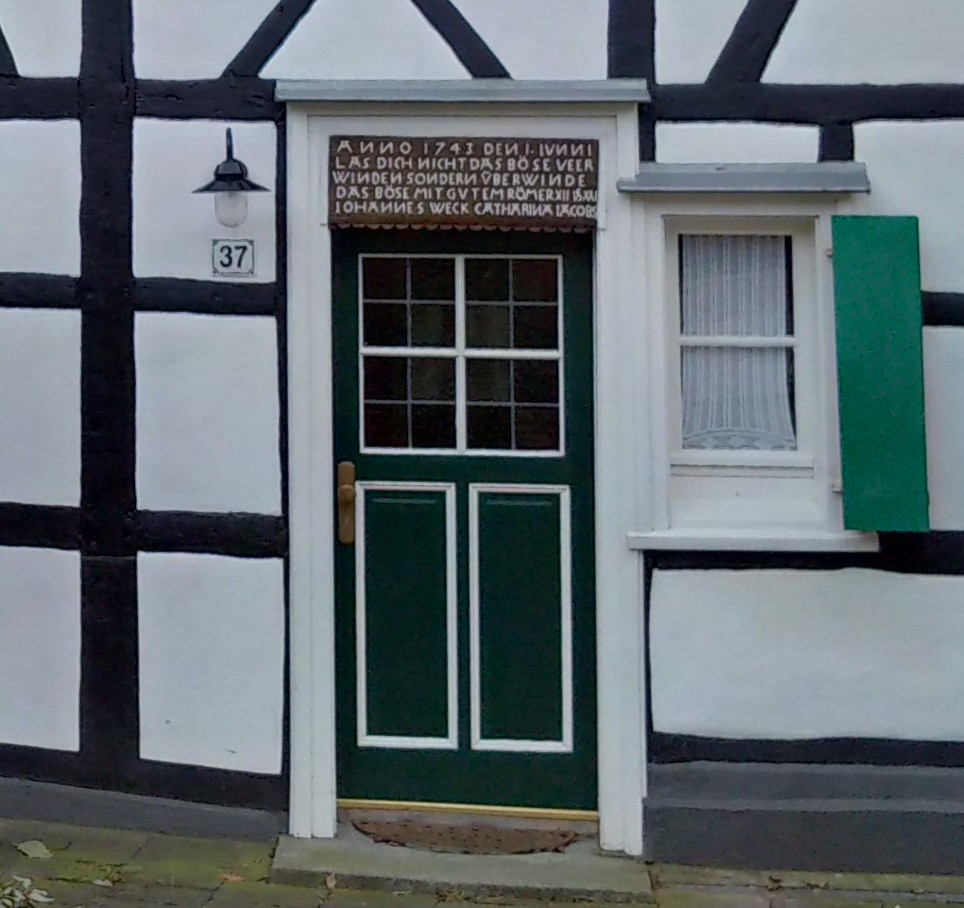
Haustür mit Türinschrift in Kleinenberg